# أنظر كيف هزموا
أنظر كيف هزموا هو فيلم من نوع جريمة أُصدر في 1994. الفيلم من إخراج جاك أوديار، أما السيناريو فكان من كتابة جاك أوديار وألان لي هنري ‏ وتيري وايت ‏.

## طاقم التمثيل
- جان لوي ترينتينيان
- جان ياني
- Bulle Ogier [الإنجليزية]‏
- François Toumarkine ‏
- ليونيل فيترانت  [لغات أخرى]‏
- Marc Citti  [لغات أخرى]‏
- Philippe du Janerand  [لغات أخرى]‏
- Roger Mollien  [لغات أخرى]‏
- ايف فرهوفن
- ايفون باك  [لغات أخرى]‏
- كريستين باسكال
- ماتيو كازافيتش

## الإنتاج
موسيقى الفيلم التصويرية كانت من تأليف ألكسندر ديسبلا.

## وصلات خارجية
- أنظر كيف هزموا على موقع IMDb (الإنجليزية)
- أنظر كيف هزموا على موقع الموسوعة البريطانية (الإنجليزية)
- أنظر كيف هزموا على موقع نتفليكس (الإنجليزية)
- أنظر كيف هزموا على موقع ألو سيني (الفرنسية)
- أنظر كيف هزموا على موقع Turner Classic Movies (الإنجليزية)
- أنظر كيف هزموا على موقع أول موفي (الإنجليزية)
- أنظر كيف هزموا على موقع فيلمافينيتي (الإسبانية)
- أنظر كيف هزموا على موقع قاعدة بيانات الأفلام السويدية (السويدية)
- أنظر كيف هزموا على موقع قاعدة بيانات الفيلم (الإنجليزية)
- أنظر كيف هزموا على موقع ليتربوكسد (الإنجليزية)